# Підгайчиківська сільська рада (Золочівський район)
| Підгайчиківська сільська рада — колишній орган місцевого самоврядування у Золочівському районі Львівської області з адміністративним центром у с. Підгайчики. Історична дата утворення: в 1939 році. Сільській раді підпорядковані населені пункти: - с. Підгайчики - с. Косичі - с. Погорільці - с. Туркотин - с. Шопки |

## Склад ради
Рада складається з 14 депутатів та голови.

### Керівний склад ради
| ПІБ                      | Основні відомості                                                               | Дата обрання | Дата звільнення |
| ------------------------ | ------------------------------------------------------------------------------- | ------------ | --------------- |
| Довгун Микола Адамович   | Сільський голова, 1949 року народження, освіта, безпартійний                    | 26.03.2006   | 25.03.2009      |
| Яремчук Марія Миколаївна | Сільський голова, 1971 року народження, освіта, позапартійна                    | 02.08.2009   | 31.10.2010      |
| Яремчук Марія Миколаївна | Сільський голова, 1971 року народження, освіта середня спеціальна, позапартійна | 31.10.2010   |                 |

Примітка: таблиця складена за даними джерела